# Cayetano Santos Godino
Cayetano Santos Godino, född 31 oktober 1896 i Buenos Aires, död 15 november 1944 på Ushuaia Penitentiary i Ushuaia, var en argentinsk seriemördare och pyroman. Han mördade fyra barn, försökte mörda ytterligare sju och tände eld på sju byggnader. Han greps den 4 december 1912 och var då 16 år gammal.